# Kursaal

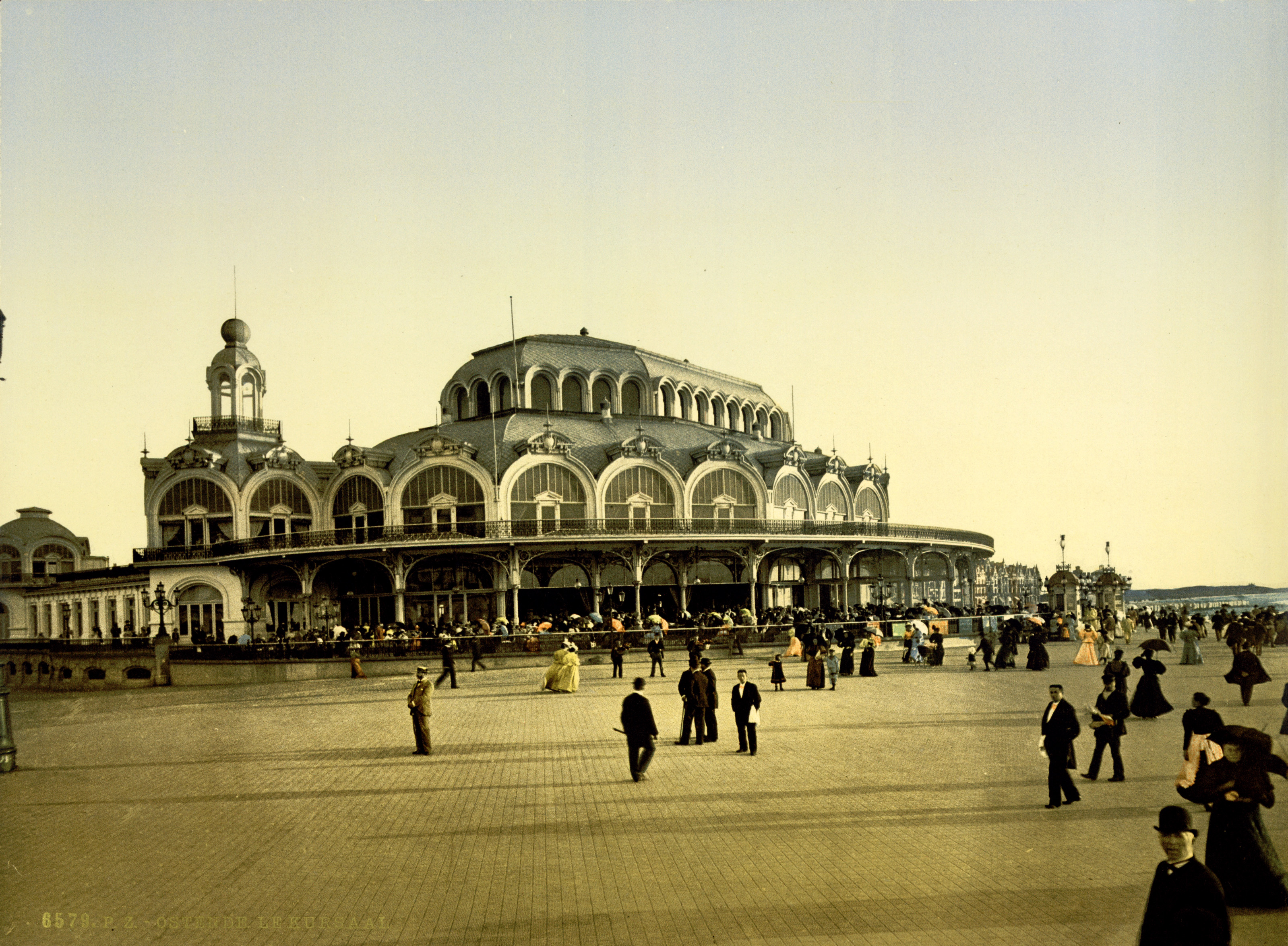
Tweede Casino-Kursaal van Oostende (ca. 1895), afgebroken ca. 1940

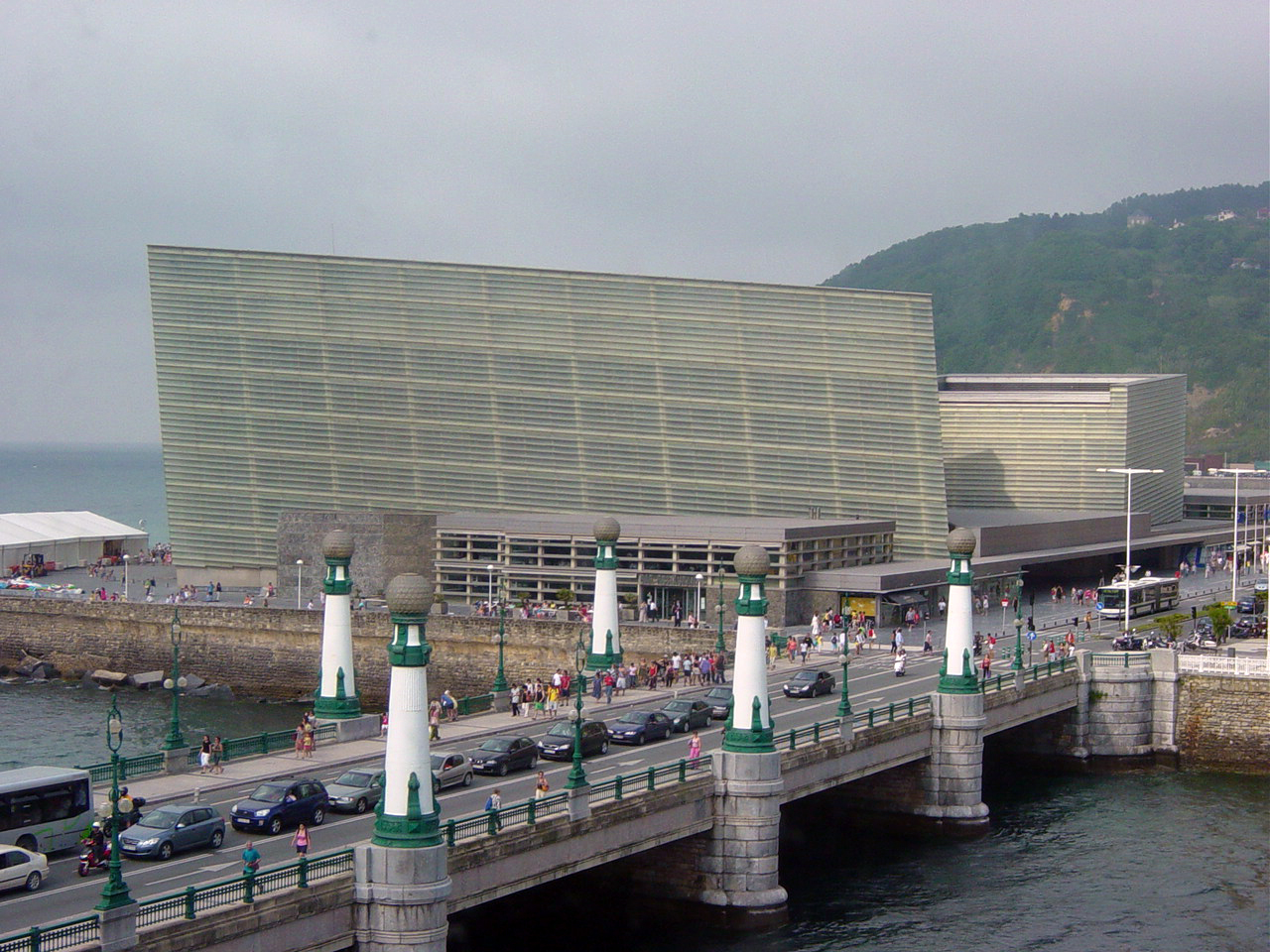
Kursaal in San Sebastian (2007)

Een kursaal of kurhaus (Duits voor 'kuurzaal' of 'kuurgebouw') is een vrijetijdsgebouw in een kuuroord of badplaats, dat als typerend wordt gezien voor de negentiende-eeuwse West-Europese of Centraal-Europese kuur- of badcultuur, tezamen met de eigenlijke kuurvoorzieningen (de thermaalbaden), luxe hotels en restaurants, en casino's. Een recent voorbeeld is de Kursaal van San Sebastian (Spanje), ontworpen door Rafael Moneo in 1999.

## Kenmerken
De naam kursaal wordt vooral gebruikt in Duitstalige en Nederlandstalige Europese landen. In Frankrijk verwijst de term veelal naar een casino. Een kursaal is vaak gebouwd rond een centrale hal en bevat meestal een balzaal, een concertzaal, een theater, een speelzaal en verschillende restaurants.

## Lijst van kursalen (selectie)

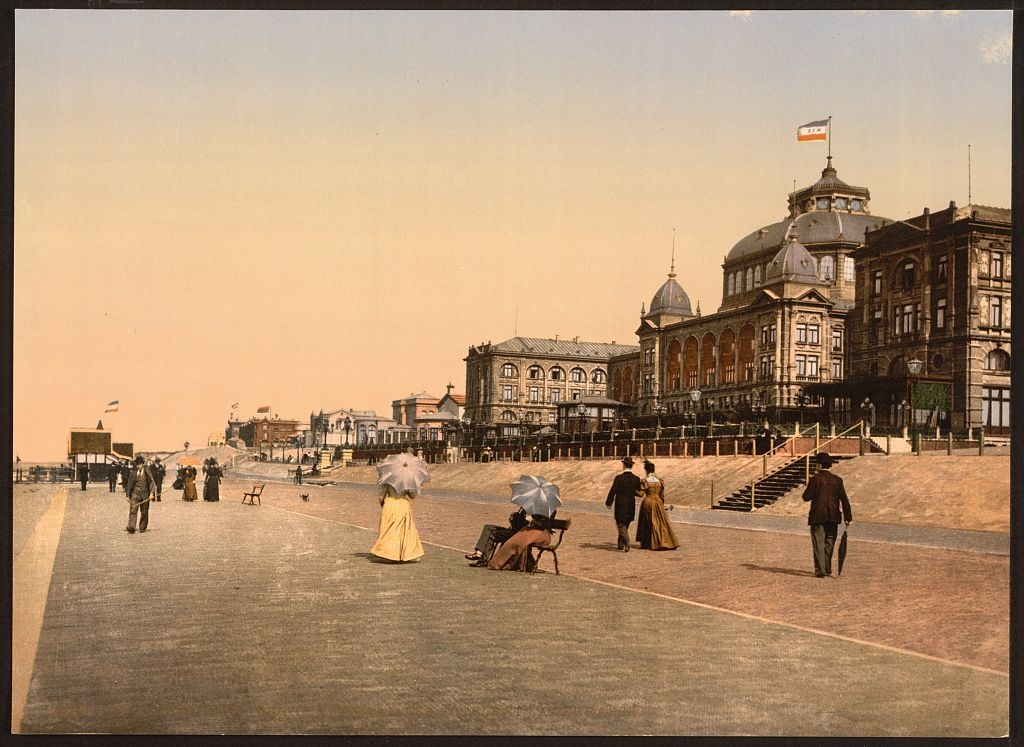
Kurhaus in Scheveningen (ca. 1890-1900)

### In Nederland
- Kurhaus in Scheveningen, gebouwd in 1885 door Johann Friedrich Henkenhaf en Friedrich Ebert, thans hotel
- Altes Kurhaus in Vaals, gebouwd in 1790, vermoedelijk door Joseph Moretti, thans woongebouw
- Kuurhotel met aangrenzende Kursaal in Vaals, gebouwd in 1900, thans huisartsenpraktijk/apotheek
- Kurhaus Huis ter Geul in Valkenburg, gebouwd in 1892 door Pierre Cuypers, thans Parkhotel Valkenburg
- Kurhaus in Zandvoort, gebouwd in 1881 door Jan Christiaan van Wijk, in 1946 afgebroken

### In België

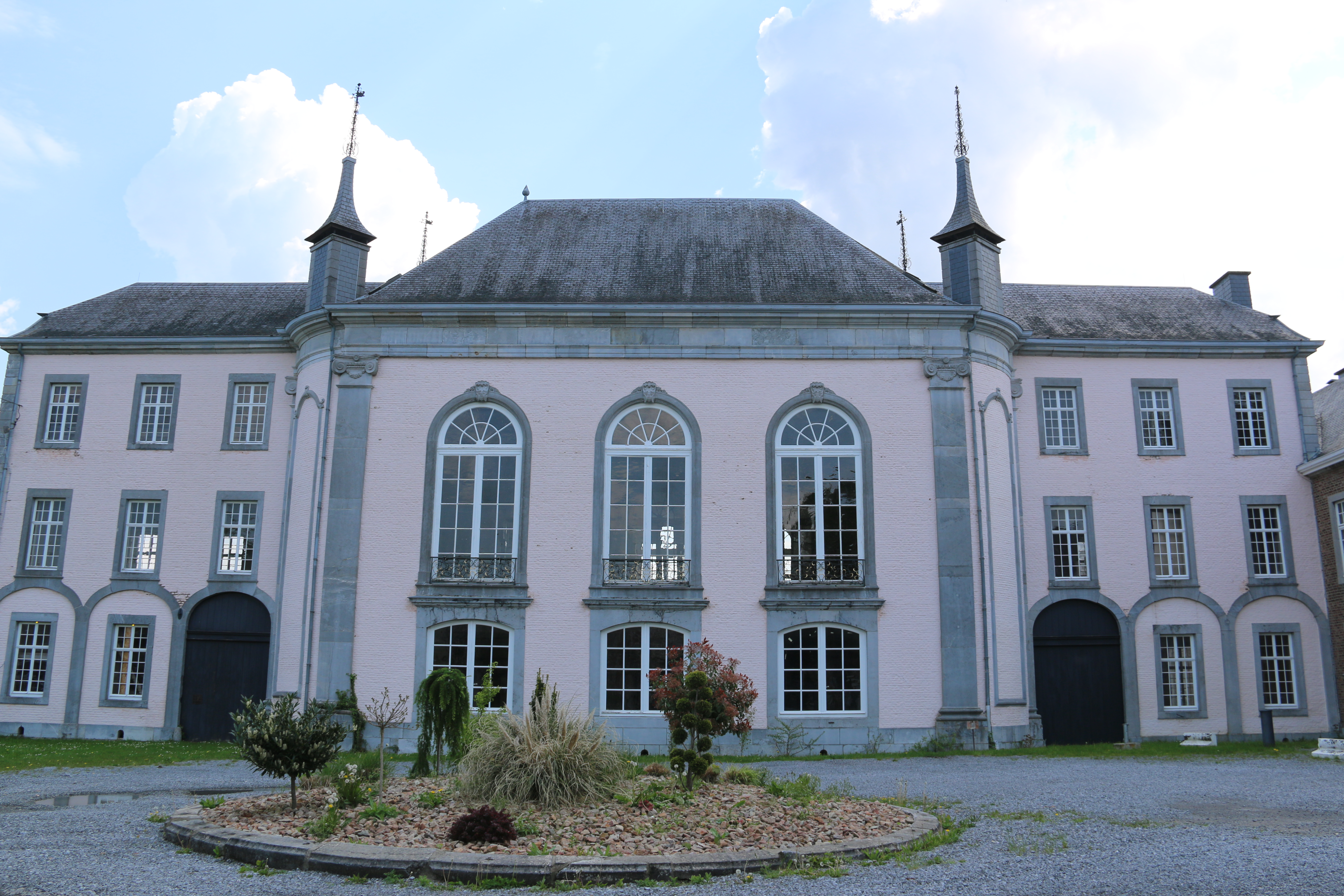
Waux-hall in Spa (2023)

- Kursaal van Binche, vroeger een bioscoop en nog steeds een evenementenlocatie
- Kursaal van Dolhain-Limbourg
- Casino-Kursaal in Oostende, gebouwd in 1953 door Léon Stijnen
- Voormalige Kursaal in Namen, gebouwd rond 1910, nu een casino
- Waux-hall in Spa, gebouwd in 1770 door Jacques-Barthélemy Renoz

### In Luxemburg
- Kursaal in Rumelange, in gebruik als bioscoop

### In Duitsland

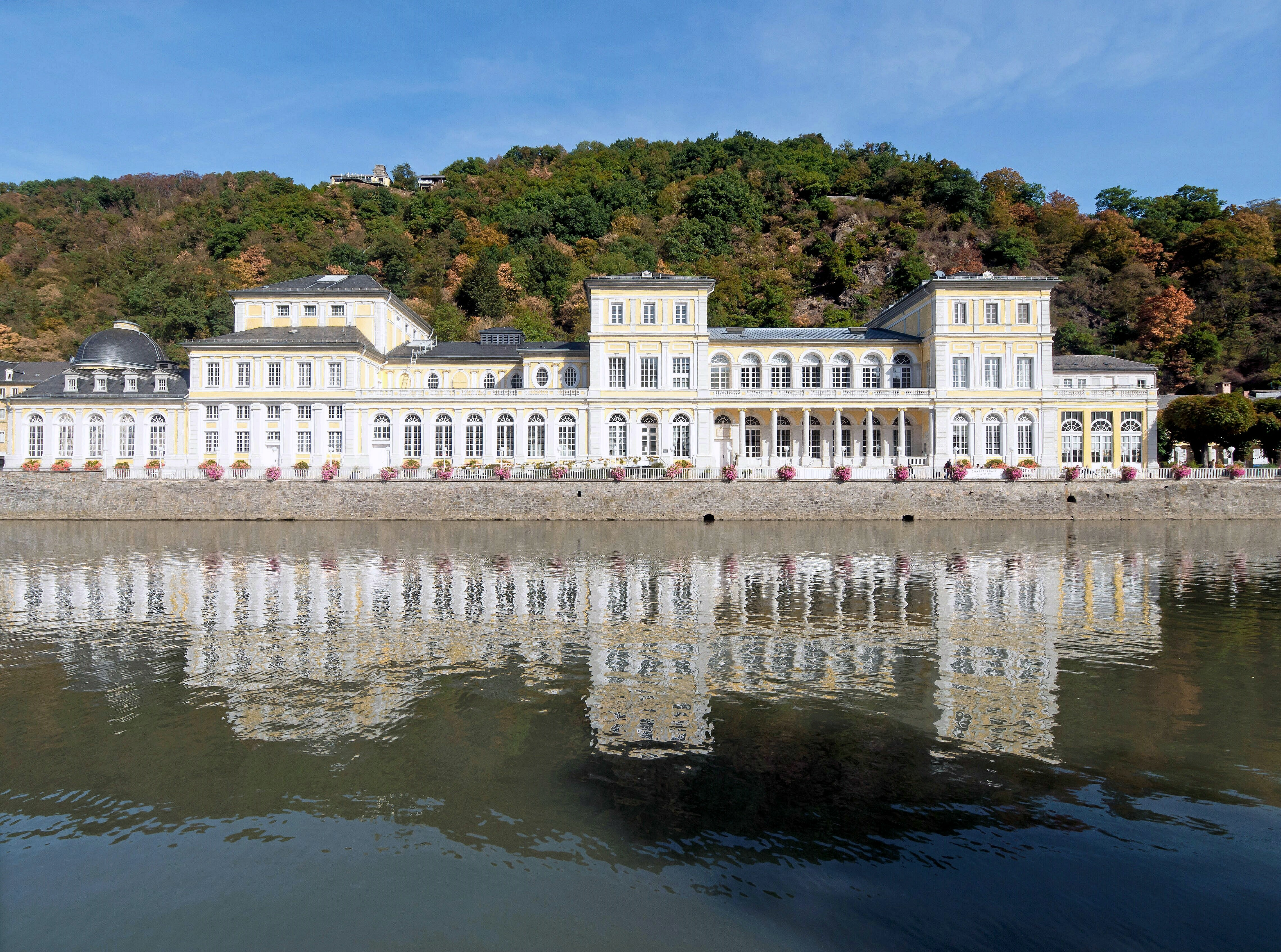
Kursaal Bad Ems (2018)

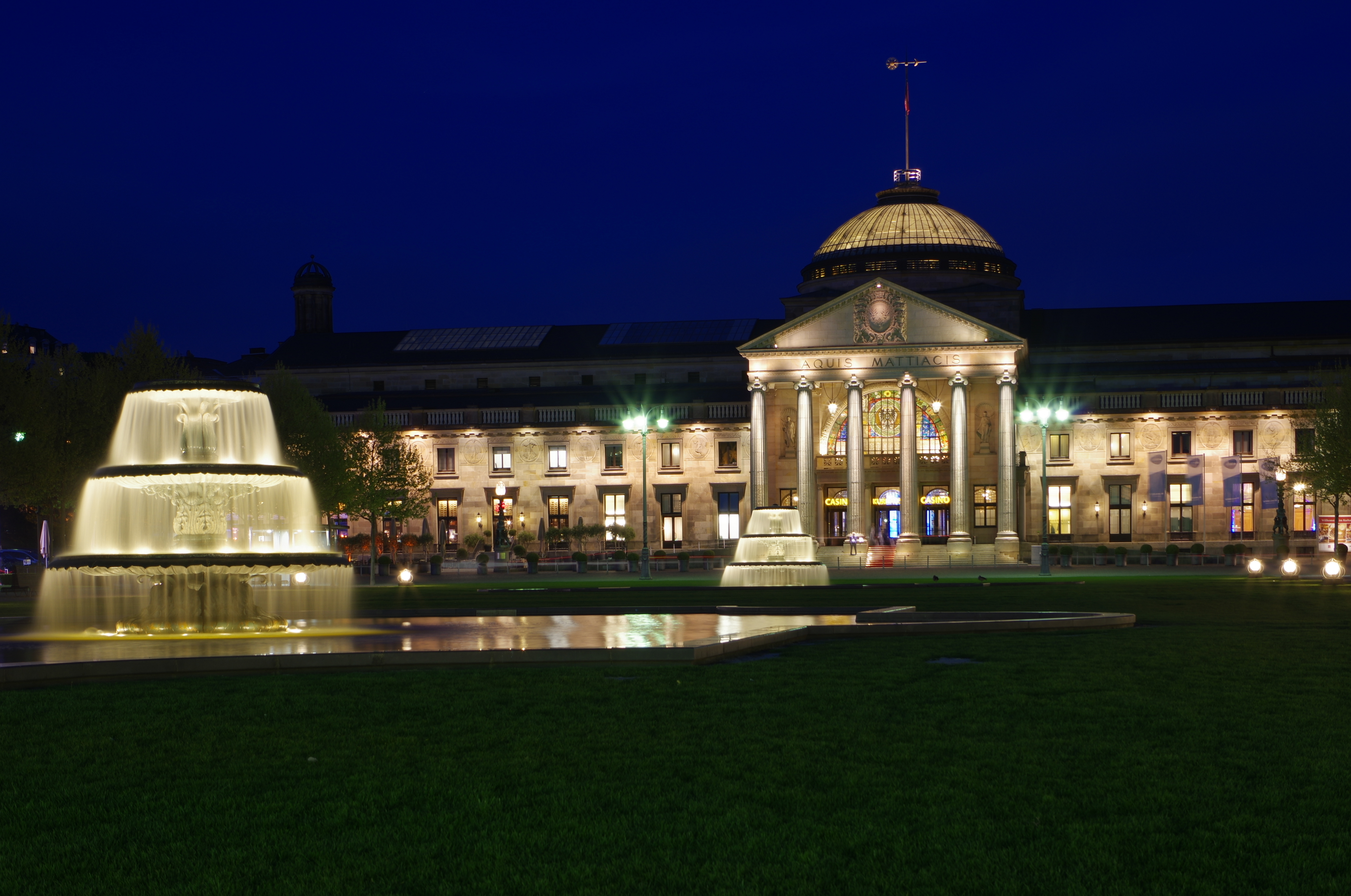
Kurhaus van Wiesbaden (2017)

- Altes Kurhaus, Aken, gebouwd tussen 1782 en 1786 door Jakob Couven
- Neues Kurhaus, Aken, gebouwd tussen 1914 en 1916 door Karl Stöhr en Theodor Fischer
- Kursaal Bad Brückenau, gebouwd in 1827 door Johann Gottfried Gutensohn
- Kursaal van Bad Cannstatt, gebouwd tussen 1825 en 1839 door Nikolaus Friedrich von Thouret
- Kurhaus Bad Dürkheim
- Kurhaus Bad Ems, gebouwd tussen 1835 en 1839 door Johann Gottfried Gutensohn
- Kurhaus Bad Homburg vor der Höhe
- Kursaal Bad Kissingen, gebouwd tussen 1834 en 1838 door Friedrich von Gärtner
- Kurhaus Bad Liebenzell
- Kurhaus Bad Reichenhall, gebouwd in 1900 door Max Littmann
- Kurhaus Baden-Baden
- Kurhaus Freudenstadt, gebouwd in 1948
- Kurhaus Göggingen in Augsburg, gebouwd in 1886 door Jean Keller
- Kurhaus Heligoland, gebouwd in 1959 door Friedrich en Ingeborg Spengelin
- Kurhaus Warnemünde in Rostock-Warnemünde, gebouwd tussen 1914 en 1925
- Kurhaus Wiesbaden

### In Zwitserland
- Kursaal in Arosa, gebouwd in 1962
- Kursaal van Bad Ragaz

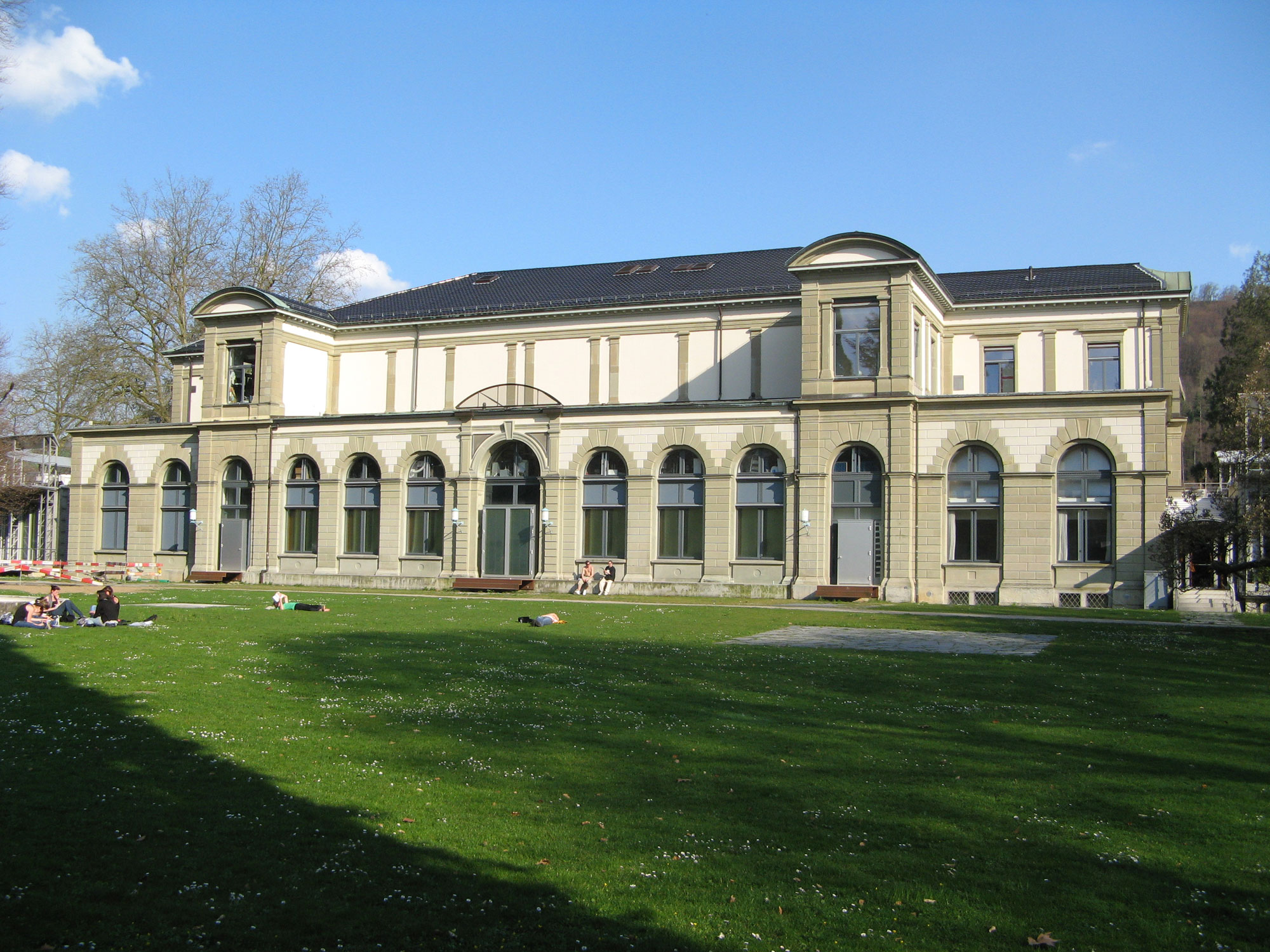
Kursaal van Baden (2009)

- Kursaal van Baden, in 1875 gebouwd door Robert Moser
- Kursaal Bern
- Kursaal in Heiden, gebouwd in 1957
- Beursgebouw van Interlaken
- Beursgebouw van Locarno
- Kursaal-Casino in Luzern, uit 1882, verbouwd in 1910
- Kursaal van Montreux (1881-1886, verwoest door brand in 1971)

### In Oostenrijk
- Kurhaus Bad Ischl
- Kurhaus Semmering

### In Italië
- Kursaal in Merano, gebouwd in 1874 door Josef Czerny
- Kursaal in Montecatini Terme
- Kursaal in Rimini, gebouwd in 1843

### In Spanje
- Kursaal in San Sebastian, gebouwd in 1999 door Rafael Moneo

### In Frankrijk
- Kursaal in Berck
- Kursaal in Besançon
- Kursaal in Duinkerken
- Kursaal van Gournay-en-Bray
- Kursaal in Drancy
- Kursaal in Sète, gebouwd in 1854

### In Engeland
- Grand Pump Room & Bath Assembly Rooms, Bath
- Kursaal, Southend-on-Sea

### In Algerije
- Algiers Kursaal, geopend in 1908 en afgebroken in 1928